# Xestocephalus ishidae
Xestocephalus ishidae är en insektsart som beskrevs av Matsumura 1914. Xestocephalus ishidae ingår i släktet Xestocephalus och familjen dvärgstritar. Inga underarter finns listade i Catalogue of Life.